# Baleia-franca-do-pacífico
A baleia-franca-do-pacífico (Eubalaena japonica) é um cetáceo da família Balaenidae encontrado nas águas temperadas e tropicais do Pacífico. Acreditava-se que, em 2018, que restavam apenas cerca de 500 baleias desta espécie. Em 2019, a quantidade de baleias é estimada em apenas 30 animais

## Descrição
A baleia-franca-do-pacífico, assim como as outras duas espécies de baleia-franca, é notável pela grande cabeça, que compõe quase um terço do comprimento total, e pelas grandes calosidades habitadas por piolhos-de-baleia. Possui dois espiráculos, que liberam um jato de água em forma de V e que atingem 5 metros de altura.
Uma jovem baleia-franca-do-pacífico mede cerca de 4 metros, enquanto o comprimento médio dos adultos é de 17 m para os machos e 18,5 m para as fêmeas. Acredita-se que o maior comprimento já registrado nesta espécie seja de 21,3 m. Podem atingir 90 toneladas, e a maior supostamente pesava 135 t, o que a tornaria o segundo animal vivo mais pesado, perdendo apenas para a baleia-azul.
As baleias-francas machos possuem os maiores testículos do mundo, com cada um pesando cerca de 500 kg.

## Comportamento

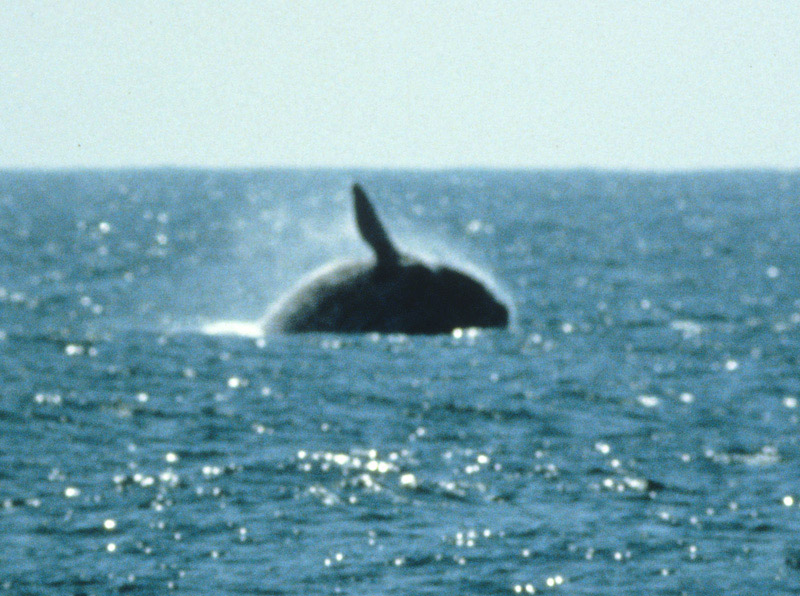
Baleia-franca saltando para fora da água.

Baleias-francas nadam lentamente, mas são capazes de realizar acrobacias surpreendentes. São também curiosas e cutucam objetos que encontram na água. Sua natureza amigável as faz se aproximar de barcos ou simplesmente deixar que os barcos se aproximem.
Durante o período de procriação, as baleias francas não se alimentam pois já adquiriram os nutrientes necessários anteriormente. Esse comportamento pode ser comparado com a hibernação do urso polar, com a diferença que as baleias não dormem e os ursos sim.